# Телесфор (мифология)

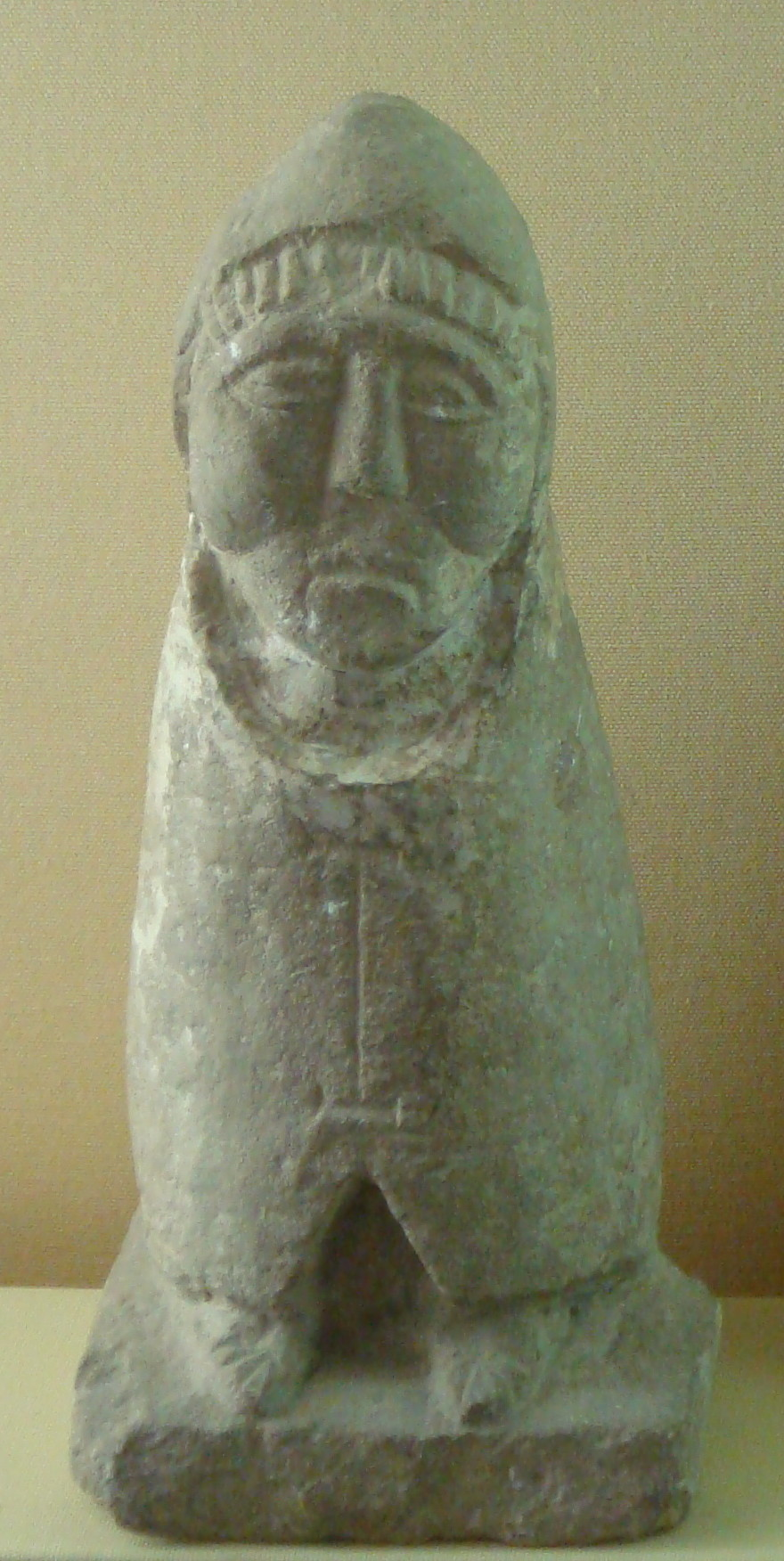
Телесфор

Телесфо́р (от др.-греч. Τελεσφόρος — «приносящий пользу») — у древних греков бог выздоровления, почитавшийся под этим именем в Пергаме. Он изображался в виде юноши, укутанного в плотное покрывало и с фригийской шапочкой на голове. Эпитет «Телесфор» употреблялся также при имени Асклепия и Гигиеи (богини здоровья).
Неоднократно упоминается Элием Аристидом. Телесфор излечил Прокла.